# Broughton and Old Dalby
Pour les articles homonymes, voir Broughton.
 (octobre 2023).
Broughton and Old Dalby est une paroisse civile du Leicestershire, en Angleterre.